# Лазар Вайсман
Лазар Вайсман (у деяких джерелах відомий як Лазар Паверман) — псевдонім українського художника-самоучки Володимира Михальчука. Під цим псевдонімом він створював художні підробки, малюючи акварельні картини єврейського життя у Галичині датуючи їх першою половиною XX століття. Довгий час вважалося, що Вайсман був єврейським художником, який ніби то мешкав у Коломиї та фіксував тогочасні події, доки не загинув у концтаборі у 1942 році.

## Легенда
Лазар Паверман відомий як Лазар Вайсман ніби-то народився в Коломиї, займався створенням художніх робіт між 1920-ми та 1941 роком. За легендою помер або в Янівському концентраційному таборі або в Аушвіці у 1942 році. Роботи художника були ніби-то врятовані польським солдатом Леопольдом Пфеффербергом й потім продані або передані Оскару Шиндлеру та перебували у Західній Німеччині до 1974 року. На кількох російських ресурсах стверджувалось, що роботи художника знаходяться в Москві та якийсь час перебували у власності у Бориса Березовського та Шабтая Калмановича, а нині власником прагне стати Ігор Коломойський.

## Викриття
Справжня ідентичність мистця, який підписував свої малюнки як «Лазар Вайссманн» стала відома завдяки дослідженню Арі Нойманна.
Справжнім автором є сучасний український художник-самоучка Володимир Михальчук. Ідея створити мистецьке альтер-его прийшла йому, коли він працював оптиком у Лодзі на початку 2000 років. Тоді він побачив вирізки зі старих журналів із зображеннями єврейського життя у довоєнній Польщі. Ці картини так захопили його, що він почав малювати власні роботи на схожу тематику, тільки з ландшафтами рідного міста. Після того, як він повертався до Коломиї, він відкрив власну студію, де продовжив малювати. Достеменно невідомо, чому він малював саме євреїв та їхні традиції. Через те, що він був усиновлений у ранньому дитинстві та не знав рідних батьків, у місті йшли чутки, мов, його рідні батьки були євреями та саме тому він так сильно захоплювався єврейською культурою та історією, але у цього не має жодних доказів. Є також думка, що він малював майже тільки євреїв, бо так було би можливо отримати більше грошей через екзотичність єврейського одягу та традицій, але по розповідям очевидців та його жінки він брав дуже невеликі гроші за свої малюнки та працював у першу чергу заради задоволення. Крім того, він навчився писати єврейською абеткою та вивчив деякі слова на їдиші заради достовірності своїх робот.
Михайльчук помер у 2016 році.
У травні 2025 року в Музеї історії міста Коломиї відкрилась виставка «Торгівля міфом і пам'яттю — Коломия 1930-х, художника, якого не було» присвячена роботам автора.